# Everton (Hampshire)
Everton – wieś w Anglii, w hrabstwie Hampshire. Leży 39 km na południowy zachód od miasta Winchester i 133 km na południowy zachód od Londynu.